# Jody Pijper
Jody Pijper, geboren als Gerrie Pijper (Ter Aar, 17 mei 1952) is een Nederlands achtergrond- en solozangeres. Ze heeft ook opgetreden onder de namen Jody, Jody Miles en Jody Myles.

## Biografie

### Rainbow Train en Cashmere
Pijper begon haar muzikale carrière in 1972 in Den Haag. Met Robbie van Leeuwen (van Shocking Blue) nam ze in 1973 haar eerste single op, "Diana in her dreams", met op de B-kant "Now he's gone". In dat jaar nam ze ook een cover van het Dolly Parton-nummer "Jolene" op. Freddy Haayen verzorgde voor beide singles de muzikale productie. In 1974 speelde ze voor korte tijd bij Jupiter. In de tweede helft van de jaren zeventig was Pijper lid van de studiogroep Rainbow Train, onder leiding van Hans Vermeulen. In dat verband nam ze onder meer muziek op voor Lucifer, Anita Meyer (die ook deel uitmaakte van Rainbow Train) en Peter Hollestelle.
In 1978 vormde Pijper met allerlei studiomuzikanten (onder wie haar zus Lilly Pijper en Peter Hollestelle) The Hachee Band, waaruit Cashmere ontstond. In 1979 hadden ze succes met een cover van het door Albert Hammond en Leo Sayer geschreven liedje "Love's what I want". Op de B-kant hiervan stond het door Pim Roos geschreven "I need love". Hun debuutalbum (Cashmere) werd door Shell Schellekens geproduceerd en in 1980 uitgebracht. Na verloop van tijd verlieten leden deze band en bleven Jody Pijper en Hollestelle als duo over. Aan het eind van de jaren zeventig verzorgde Pijper achtergrondzang voor de albums 3 van Jan Akkerman en Slithering van The Blue Band. Als Jody Miles zong zij backing vocals op onder meer het album Intuition van Lori Spee uit 1983.

### Stars on 45, Jody Myles en Jody's Singers
Begin jaren tachtig nam Pijper deel aan het door Jaap Eggermont begonnen Stars on 45-project. Ze maakten discoversies van bekende hits. Hun single "Stars on 45", een medley met onder meer muziek van The Beatles en Shocking Blue, werd een nummer één-hit in Nederland en de Verenigde Staten. In het Verenigd Koninkrijk bereikten ze er de tweede plaats mee. In 1982 trad Pijper op als achtergrondzangeres voor Bill van Dijk (met het liedje "Jij en ik") op het Eurovisiesongfestival 1982. Ze zette in dat jaar als Jody Myles ook haar solocarrière voort. In 1983 werd haar eerste soloalbum (Jody Myles) uitgebracht en in 1985 haar tweede album (Jody's Private Luxury). Met Roos, Meyer, Vermeulen en enkele anderen zat Pijper in de door Ed Starink opgerichte groep The Eddy Starr Singers. Zij namen het coveralbum Golden Love Songs (1984) op.
Eind jaren tachtig deed Pijper veel werk als studiomuzikant en nam ze ook reclamespotjes op. In 1985 begon ze Jody's Vocal Agency, een uitzendbureau voor achtergrondzangers. Ze deed mee aan het Nationaal Songfestival 1986 met de liedjes "Sam" en "Muziek", maar verloor van de meidengroep Frizzle Sizzle. In 1987 trad ze op met Lee Towers en vormde ze de groep Jody's Singers. Daarnaast werkte ze als zangeres en stemactrice mee aan Nathalie, de nagesynchroniseerde versie van een Japanse animatieserie. In 1989 bracht Dureco het album Kinderen zingen voor dieren uit. Dit album nam Pijper op met een kinderkoor, waar onder anderen Glennis Grace deel van uitmaakte. Pijper en dit koor werkten ook aan het televisieprogramma De Ministars.
In 1990 nam Pijper voor de tweede keer deel aan het Eurovisiesongfestival als achtergrondzangeres van Maywood (met "Ik wil alles met je delen"). Van Jody's Singers werd in 1991 het album Voor boeren, burgers en buitenlui uitgebracht. Hierna gingen de andere leden van deze groep verder als Fantasix. In 1994 (met Willeke Alberti) en 1996 (met Maxine en Franklin Brown) deed ze weer mee aan het Eurovisiesongfestival. Pijper trad in 1996 en 1997 op in de Sprookjesshow in de Efteling.

### Samenwerking met Jan Rietman, theateroptredens et cetera
In 1997 werkte Pijper voor het eerst samen met Jan Rietman. Ze verzorgde met Han van Eijk en Dian Senders de zang in het succesvolle televisieprogramma Het gevoel van..., wederom als Jody's Singers, gevolgd door een langlopende theatervoorstelling. Ook zong zij het Slagharen thema lied in in diezelfde periode. In 2000 werd van Rietman en Pijper het album Het grote meezingfeest uitgebracht. Met Ibernice MacBean en Ingrid Simons trad ze voor de vijfde keer op het Eurovisiesongfestival op, ter begeleiding van Sergio.
Pijper toerde in 2005 en 2008-2010 met Rietman en zijn band door Nederland met theatervoorstellingen. In het LAKtheater te Leiden deed ze met Ferry van Leeuwen, Lodewijk van Gorp en Nick Blut mee aan de theatershows 4Fun (tevens met Marlayne Sahupala) en Hotel Desperado (tevens met Tessa Boomkamp). In de jaren 2000 verzorgde Pijper verder de achtergrondzang voor albums van onder anderen Jan Smit, Jan Keizer, Kate Ryan en Jim Bakkum. Ze werkte daarnaast voor de televisieseries Amika, Mega Mindy en Het Huis Anubis.
In 2019 werd er weer onder Jody's Singers opgetreden in de originele bezetting. De zangers, die zowel de achtergrond en begeleidende ('medezang') doen, zingen ook soms hele stukken als leidende zangers. Sinds begin jaren '90 is Pijper al bekend met deze groep, die zich vooral op de achtergrond houdt.
In 2021 deed zij mee aan het 4de seizoen van The Voice Senior. Zij koos uiteindelijk voor Ilse DeLange als coach.

## Filmografie

### Films
- Pokémon: Mystery Dungeon - (2007) Squirtle
- Barbie en het Zwanenmeer (2003) - Lila
- Babe: in de grote stad - (1998) Babe
- Babe: een buitengewone big - (1995) Babe
- Roodkapje (1995)
- Kleine Nemo - (1992) Kleine Nemo
- Casper het Spookje - (1991) Casper
- De Notenkraker (en de muizenkoning) - (1990) Clara
- De kleine zeemeermin - (1989) Zussen van Ariël
- Nathalie, een van oorsprong Japanse tekenfilm, gebaseerd op een boek van de Finse schrijfster Auni Nuolivaara, Paimen, piika ja emäntä (1984), in de Nederlandse versie als Nathalie, als ook de zang van het titellied

### Televisieseries
- Bibaboerderij - (2008-2009) Bibabig
- The Backyardigans - (2006-heden) Pablo
- Sabrina the Animated Series - (2006-2007)
- The X's (2006-heden), als Truman
- 101 Dalmatiërs - (2005-2006) Rolly
- Jacob Dubbel - (2004-heden) Jacob
- Dexter's Laboratory - (2003-heden) Dexter
- The Magic Schoolbus - (1999) Arnold en Wanda
- Saban's Avonturen van de Kleine Zeemeermin - (1991) Marina
- Goodtimes Jungle Boek - Mowgli
- The Adventures of Super Mario Bros. 3 - Kooky von Koopa
- Rekenverhalen - (1997-2001) Didi
- Quack Pack - (1996) Kwik Duck
- Donkey Kong Country - (1996) Diddy Kong
- Buttons & Rusty - (1996) Freddy
- Dinobabies - (1994-1996) Maarten
- Nathalie - (1987-1988) Nathalie
- Dennis the Menace - (1986–1988) Bibi
- Strijd der planeten - (1980-1981) Prinses
- Heidi - (1980-1981) Klara en Tante Dete
- Alleen op de wereld (tekenfilmserie) - (1979) Mattia, Etiënnette, Benjamin e.a.
- "Hannah Montana" - (2006) tante Dolly

## Discografie

### Albums
- Cashmere - (1980) lid van Cashmere
- Jody Myles - (1983) Jody Myles
- Jody's Private Luxury - (1985) Jody Myles

### Televisiemuziek
- Een Feest voor Sinterklaas (2012, 2013), zangeres
- Het Huis Anubis(2006-heden), achtergrondzangeres "Het Huis Anubis"
- Mega Mindy (2007)
- Amika (2008-heden)
- Het Feest van Sinterklaas (2003), zangeres openingsnummer
- Pokémon (2001), zangeres Karaokemon-nummers "Jij en ik en Pokémon" en "Het liefste wat we doen"
- Pokémon (2001), muziekalbums Pokémon: De Reis van Johto en Pokémon 3: The Ultimate Soundtrack - Nederlandse versie
- The Magic Schoolbus (1999), achtergrondzangeres titelsong
- Dennis de Bengel (1993-1993), zangeres titelsong
- Ceddie (1990-1991), zangeres titelsong
- Boes (1988-1990), zangeres titelsong
- Snorkels (1985-1990), zangeres titelsong
- Tom Sawyer (198?-198?), zangeres titelsong
- Nathalie (1987-1988), zangeres titelsong
- Belfy en Lillibit (1983-1984), zangeres titelsong
- De Tovenaar van Oz (198?-199?), zangeres titelsong
- Heidi (198?-198?), zangeres tweede titelsong

## Hitnoteringen

### Albums
| Album met eventuele hitnotering(en) in de Nederlandse Album Top 100 | Datum van verschijnen | Datum van binnenkomst | Hoogste positie | Aantal weken | Opmerkingen |
| ------------------------------------------------------------------- | --------------------- | --------------------- | --------------- | ------------ | ----------- |
| Stars on 45                                                         |                       | 7-3-1981              | 7               | 10           |             |
| Kinderen zingen voor dieren                                         |                       | 9-12-1989             | 47              | 5            |             |
| Voor boeren, burgers en buitenlui                                   |                       | 5-1-1991              | 65              | 6            |             |
| The very best of Stars on 45                                        |                       | 31-8-1991             | 36              | 7            |             |

### Singles
| Single met eventuele hitnotering(en) in de Nederlandse Top 40 | Datum van verschijnen | Datum van binnenkomst | Hoogste positie | Aantal weken | Opmerkingen         |
| ------------------------------------------------------------- | --------------------- | --------------------- | --------------- | ------------ | ------------------- |
| Heaven on earth                                               |                       | 15-7-1978             | 15              | 7            |                     |
| Another band                                                  |                       | 20-1-1979             | 31              | 3            |                     |
| Love's what I want                                            |                       | 12-5-1979             | 4               | 10           |                     |
| Stars on 45                                                   |                       | 24-1-1981             | 1               | 13           |                     |
| More stars                                                    |                       | 18-7-1981             | 4               | 9            |                     |
| Stars on 45 volume 3                                          |                       | 5-9-1981              | 10              | 9            |                     |
| Stars on Stevie                                               |                       | 30-1-1982             | 6               | 8            |                     |
| The greatest rock 'n roll band in the world                   |                       | 10-4-1982             | 15              | 5            |                     |
| Jij en ik                                                     |                       | 24-4-1982             | tip             |              |                     |
| Don't stay late                                               |                       | 5-11-1983             | tip             |              |                     |
| State of mind                                                 |                       | 1985                  |                 |              |                     |
| Nightlife (Met Flavium)                                       |                       | 1986                  |                 |              |                     |
| Alleen jij (Met Polle Eduard)                                 |                       | 1986                  |                 |              |                     |
| Ik wil alles met je delen                                     |                       | 19-5-1990             | 36              | 3            |                     |
| Mamma ik wil een man, hé                                      |                       | 18-7-1991             | 25              | 6            |                     |
| Het staat in de sterren geschreven (met Will Tura)            |                       | 8-6-1991              | tip             |              |                     |
| Waar is de zon                                                |                       | 7-5-1994              | 33              | 3            | met Willeke Alberti |
| Hé kanjer, dit is jouw verjaardag                             |                       | 2004                  |                 |              |                     |